# Lemwerder
Lemwerder is een plaats in de Duitse deelstaat Nedersaksen, gelegen in de Landkreis Wesermarsch. De gemeente telt 7.044 inwoners. Tot 1972 droeg de gemeente de naam Altenesch.
De gemeente ligt aan de zuidelijke (stroomafwaarts varend: linker) oever van de Wezer. Ertegenover ligt Vegesack, een stadsdeel van Bremen.
Het hoofddorp Lemwerder, waar enige grote bedrijven zijn gevestigd aan de Wezeroever, heeft een modern, ietwat verstedelijkt karakter.

## Indeling van de gemeente
Lemwerder bestaat uit de volgende 19 Ortsteile:
- Altenesch, 5-7 km ten Z. van Lemwerder-dorp
- Bardewisch en:
- Bardewischermoor, beide: verspreide boerderijen ten Z van Hörspe
- Barschlüte, een nieuwe woonwijk 3 km ten W van Lemwerder-dorp
- Braake, direct ten O. van Altenesch
- Butzhausen, aan het riviertje Ollen, 3 km ten ZW van Lemwerder-dorp
- Deichshausen, direct ten Z. van Lemwerder-dorp
- Dunwarden en:
- Dunwarderfelde, beide: verspreide boerderijen, tussen Deichshausen en Krögerdorf
- Hörspe, aan de Ollen, 5 km ten ZW van Lemwerder-dorp
- Husum, verspreide boerderijen direct ten O. van Hörspe
- Krögerdorf, 7 km ten ZW van Lemwerder, op een kruispunt van hoofdwegen, w.o. de Bundesstraße 212 naar Delmenhorst zuidwaarts
- Krögerdorfermoor, verspreide boerderijen tussen Krögerdorf en bardewischermoor
- Lemwerder-dorp, direct aan de Wezer tegenover Vegesack
- Ochtum, ten ZO van Altenesch, aan de rivier Ochtum die daar in de Wezer uitmondt; de stormvloedkering in de Ochtum ligt nog juist op het grondgebied van de gemeente Lemwerder
- Ritzenbüttel, 2 km W van Lemwerder-dorp
- Sannau, 4 km ten ZW van Lemwerder-dorp
- Süderbrook, een rij huizen en boerderijen aan de zuidkant van Altenesch
- Tecklenburg, direct ten N. van Altenesch

Totale oppervlakte van de gemeente : 36,38 km².

## Bevolkingscijfers
Bevolkingscijfers van de vier belangrijkste kernen, volgens de website van de gemeente:
- Altenesch, circa 700 inwoners
- Bardewisch, ca. 400
- Deichshausen, ca. 900
- Lemwerder zelf, ca. 5.000.

Ten tijde van de volkstelling van 2011 waren 53 % van de inwoners evangelisch-luthers, ruim 7 % rooms-katholiek en bijna 40 % aanhanger van een andere godsdienstige richting, dan wel atheïst.

## Ligging, infrastructuur

### Buurgemeentes
Naburige gemeenten zijn:
- Berne in het noordwesten
- Bremen, stadsdeel Vegesack in het noorden en noordoosten
- Delmenhorst in het zuiden
- Ganderkesee in het zuidwesten.

### Waterwegen
De gemeente ligt aan de zuidelijke (stroomafwaarts varend: linker) oever van de Wezer.
Direct tegenover het dorp Lemwerder mondt op Bremer grondgebied de rivier Lesum uit in de Wezer. In het uiterste zuidoosten mondt de Ochtum uit in de Wezer. Een ter voorkoming van overstromingen gebouwde stormvloedkering in de Ochtum, ongeveer 1,5 km boven de monding ervan, ligt juist op Lemwerder grondgebied.
Tussen Lemwerder en Vegesack vaart al sedert de middeleeuwen een veerpont op de Wezer.
Evenwijdig aan de Wezer loopt een bochtig riviertje met vrijwel geen stroming, de Ollen. Het "ontspringt" te Altenesch en stroomt westwaarts naar Berne, waar het via het riviertje de Berne nabij Elsfleth in de Hunte en vandaar in de Wezer uitmondt. De Ollen is van nut voor de waterhuishouding en is een geliefd water voor kanovaarders.

### Wegverkeer
De belangrijkste uitvalswegen liggen aan de overkant van de Wezer in Bremen. Men moet dus met de veerpont naar Vegesack oversteken.
Krögerdorf, 7 km ten zuidwesten van Lemwerder-dorp, ligt direct ten oosten van een kruispunt van hoofdwegen, w.o. de Bundesstraße 212 naar Delmenhorst zuidwaarts. Het kruispunt zelf ligt nog juist in de westelijke buurgemeente Berne. Via de B212 kan men na circa 11 kilometer (zuidwaarts) afrit 19 Ganderkesee van de Autobahn A28 bereiken. Dit is ook de kortste weg richting Nederland en België.

### Openbaar vervoer
In het verleden liep een spoorlijn van Delmenhorst naar Lemwerder. Van 1922-1962 reden hier passagierstreinen over; daarna tot 2009 alleen goederentreinen. Daarna is het spoorlijntje opgebroken; ook de rails zijn verwijderd. Het vroegere station van Altenesch is een bedrijventerrein geworden.
Treinreizigers kunnen de streekbus naar Berne nemen, en daar op de trein naar bijv. Brake en Nordenham stappen. Men kan ook met de veerpont naar Vegesack oversteken, vanwaar Station Bremen-Vegesack op loopafstand ligt. Er rijden enkele busdiensten door de gemeente, de meeste zijn echter buurtbussen, waarin bezitters van een smartphone d.m.v. de app van moovitapp.com een plaats moeten reserveren, en schoolbussen met beperkte dienstregeling.

## Economie

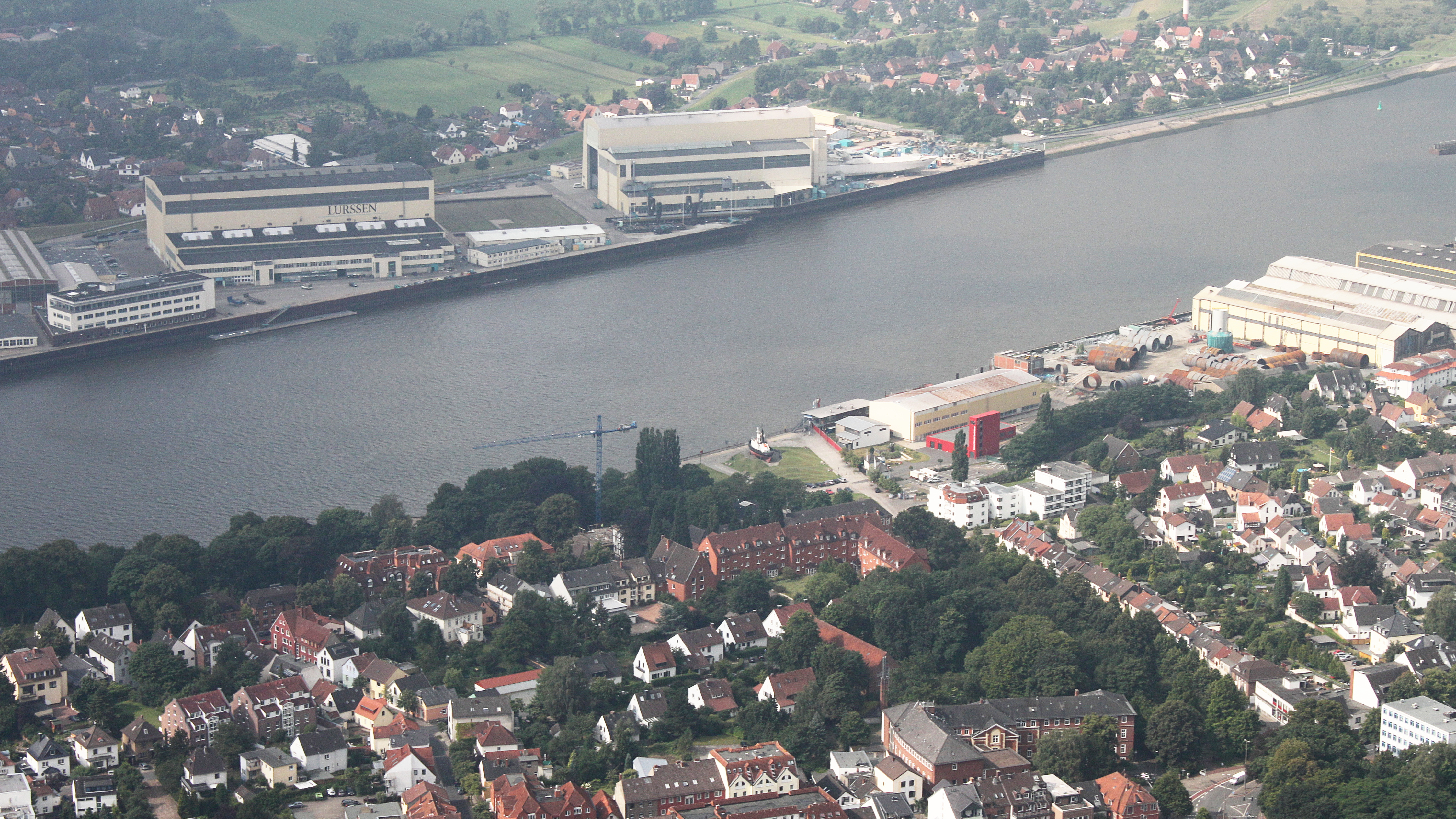
Lürssen-werf, Lemwerder (luchtfoto uit 2012). Op de voorgrond: Vegesack
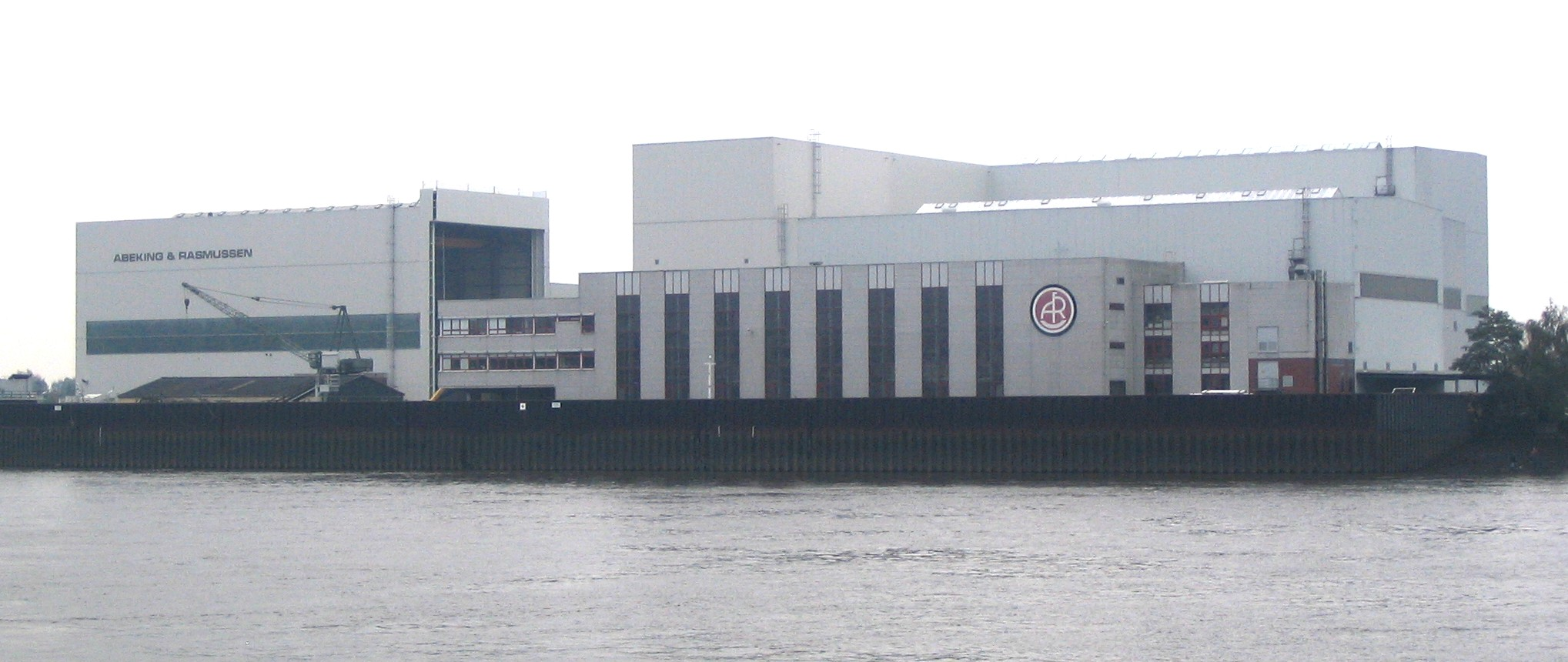
Werf Abeking & Rasmussen

Aan de noordwestkant van het dorp Lemwerder bevindt zich een grote scheepswerf van het Lürssen-concern. Er worden luxe jachten gebouwd. Een iets kleinere, in 1907 te Lemwerder opgerichte werf, Abeking & Rasmussen, bouwt eveneens o.a. grote jachten.
Ook elders in de gemeente zijn enige industriële bedrijven aanwezig, met name toeleveringsbedrijven voor de twee grote scheepswerven.

## Geschiedenis
Het gebied is vanaf omstreeks 1100 regelmatig bewoond; in die tijd kwam de eerste, in opdracht van het prinsaartsbisdom Bremen aangelegde, bruikbare dijk langs de Wezer gereed. De kolonisten werden Stedingers genoemd, vergelijk Duits: Gestade = oever, dus: oeverbewoners. Deze Stedingers verbonden zich al spoedig met weinig gezagsgetrouwe, vrijheidslievende Friezen.
De Slag bij Altenesch tijdens de Kruistocht tegen de Stedingers vond op 27 mei 1234 plaats in Altenesch. Op de locatie van de slag is rond 1299 de St.-Galluskerk gebouwd. In 1834 werd te Altenesch ter herdenking van dit wapenfeit het St.Veit-Denkmal ( Sint-Vitusmonument) opgericht.
Van de middeleeuwen tot de vroege 16e eeuw werd het (binnen de getijdezone gelegen) gebied regelmatig door rampzalige stormvloeden en door overstromingen van de Wezer en haar zijrivieren getroffen. De bij zo'n stormvloed in 1478 ontstane kolk Nobiskuhle getuigt hier nog van.
De bewoners van Altenesch en Lemwerder hadden van het begin van de 16e eeuw tot ver in de 19e eeuw de reputatie, bekwame walvisvaarders en jagers op zeehonden en robben te zijn, die zich vanaf circa 1650 ook in de arctische wateren rondom Groenland waagden. Deze bedrijfstak was eeuwenlang economisch ook van groot belang voor Altenesch-Lemwerder. Na de terugloop hiervan in de 19e eeuw, veroorzaakt door de overbevissing van de walvissen, kregen veel mannen werk in de scheepsbouw en de haringvisserij.
In 1936 werd te Lemwerder de vliegtuigfabriek Weserflug opgericht; de plaats had daarom ook lange tijd, tot ca. 2011, een klein eigen vliegveld. In de Tweede Wereldoorlog werd Lemwerder, in maart en oktober 1943, zwaar gebombardeerd door geallieerde vliegtuigen. Na de oorlog steeg de bevolking sterk, aanvankelijk door de vestiging van Heimatvertriebene, later door de bouw van woonwijken voor forensen met een werkkring in Bremen. Vanaf 1933 vormde de gemeente samen met buurgemeente Berne een Großgemeinde Stedingen, welke fusie in 1949 ongedaan werd gemaakt. In het najaar van 1972 werd de naam van de gemeente van Altenesch veranderd in Lemwerder.

## Bezienswaardigheden, toerisme
- Dijkkapel van Lemwerder
- Sint-Galluskerk
- De 14e-eeuwse, evangelisch-lutherse H. Kruiskerk te Bardewisch, met rijk interieur (ca. 1680-1860)
- Op het riviertje Ollen ten zuiden van Lemwerder, waar vrijwel geen stroming staat, kan men de kanosport bedrijven. Voor recreatieve kanovaarders zijn op diverse plekken langs deze waterloop faciliteiten aanwezig.
- Op een aan de Wezer gelegen evenemententerrein ten westen van de Lürssen-werf wordt in principe jaarlijks in augustus een groot vliegerfestival gehouden.

## Afbeeldingen

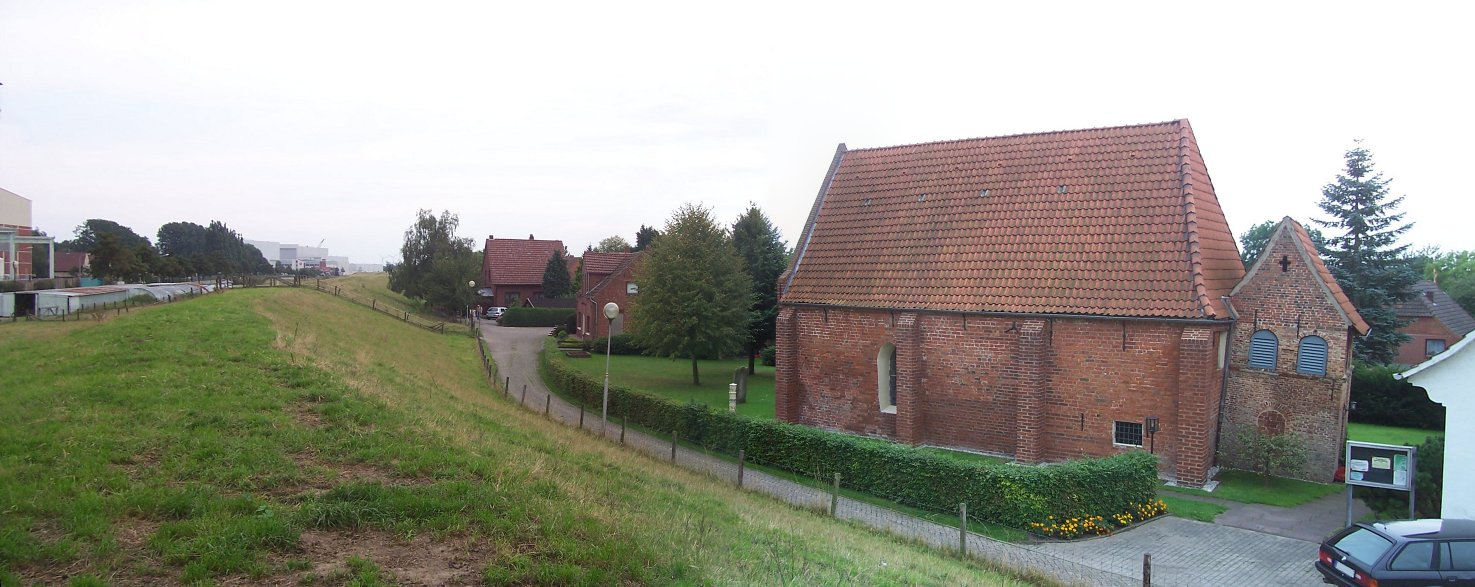
Dijkkapel van Lemwerder
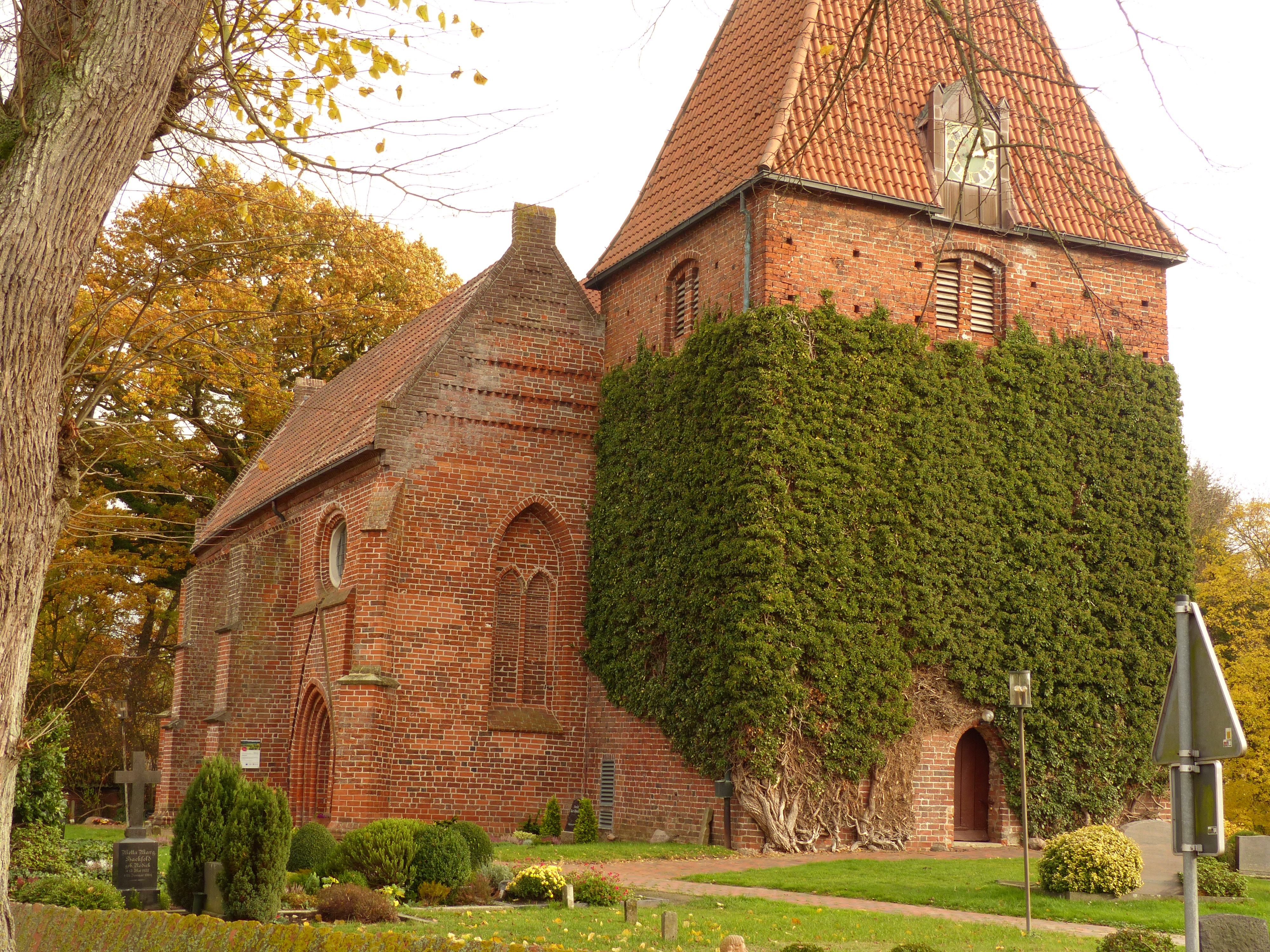
H. Kruiskerk, Bardewisch
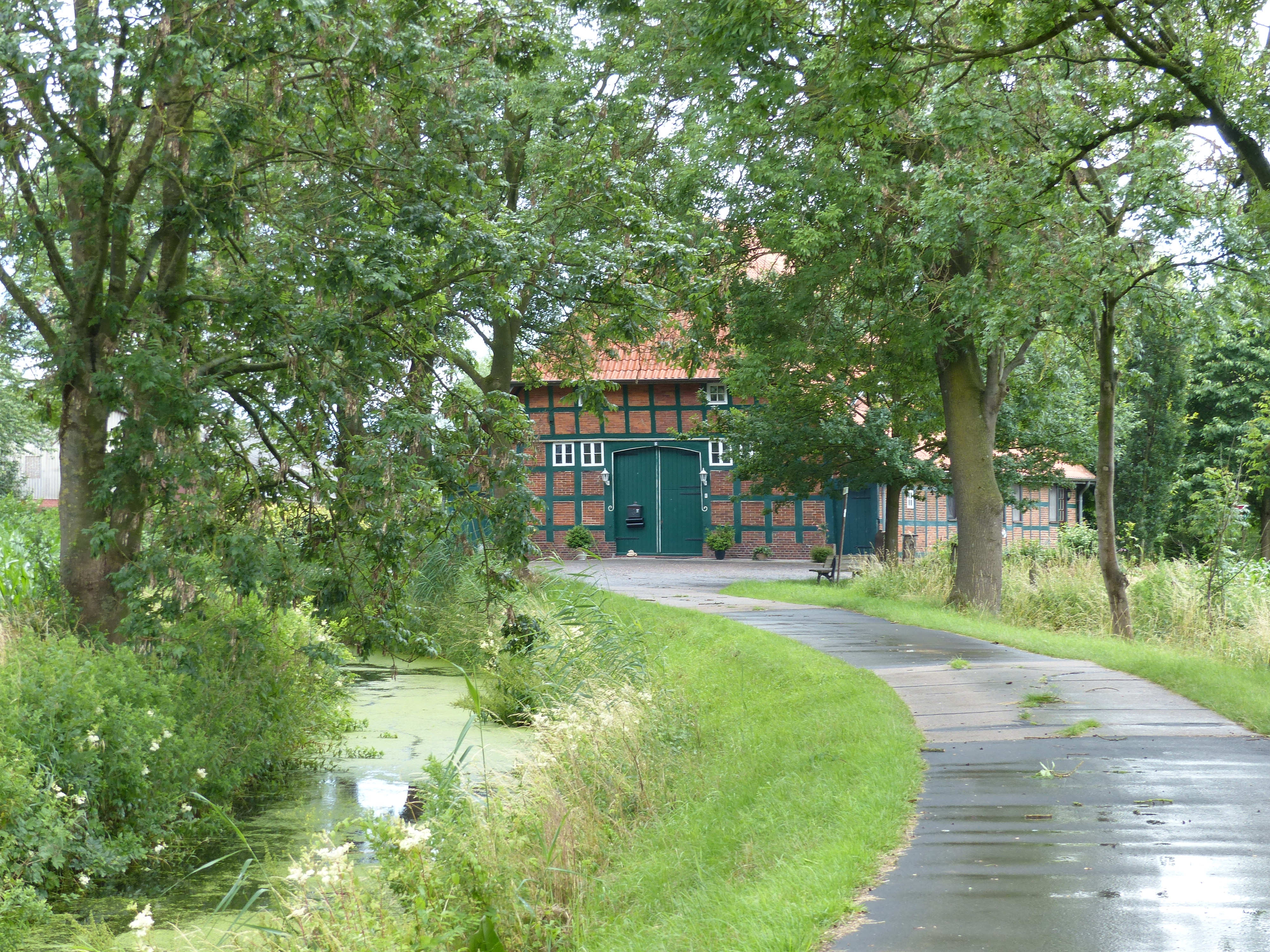
Schilderachtige boerderij aan de waterloop Ollen, Altenesch
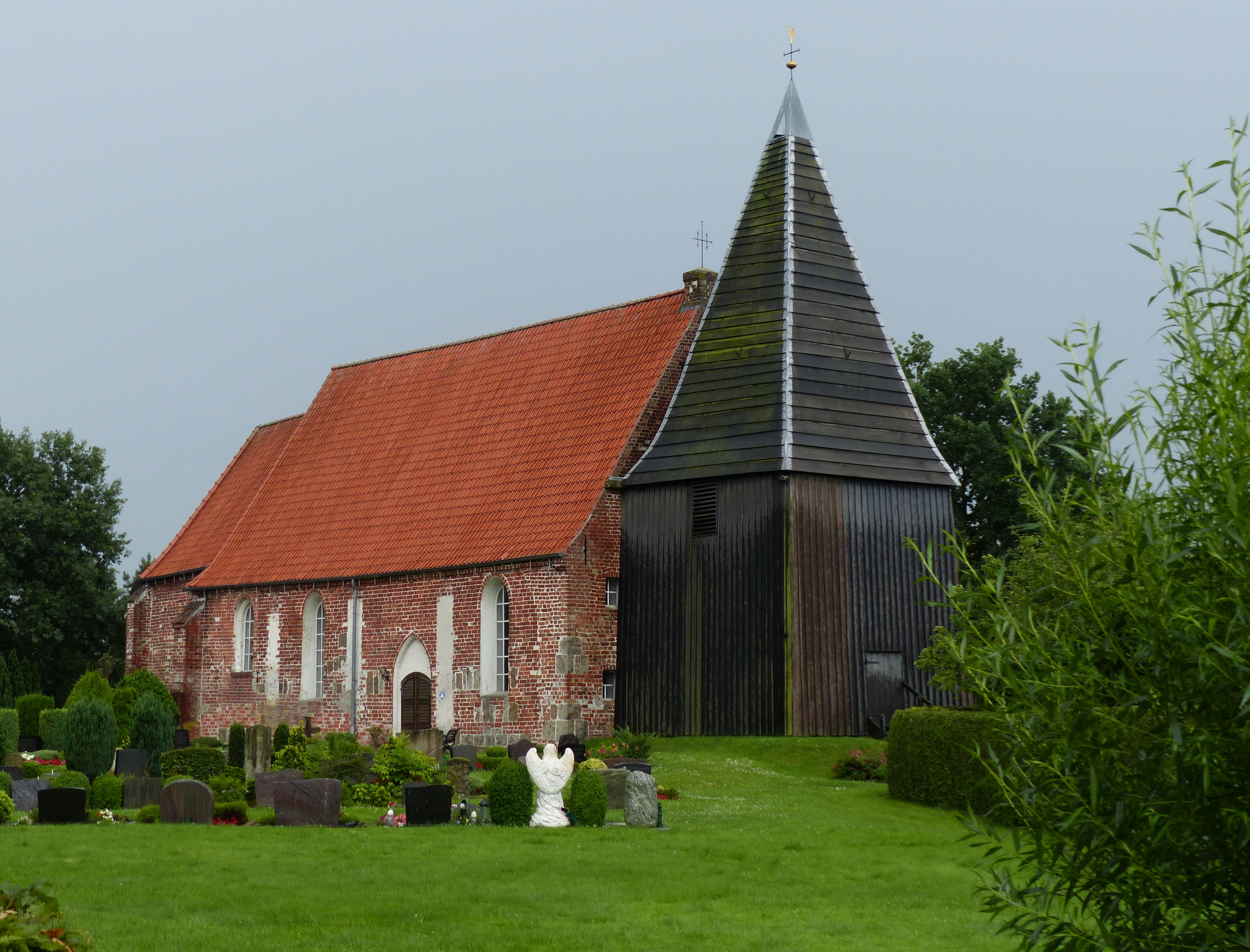
St. Galluskerk, Altenesch
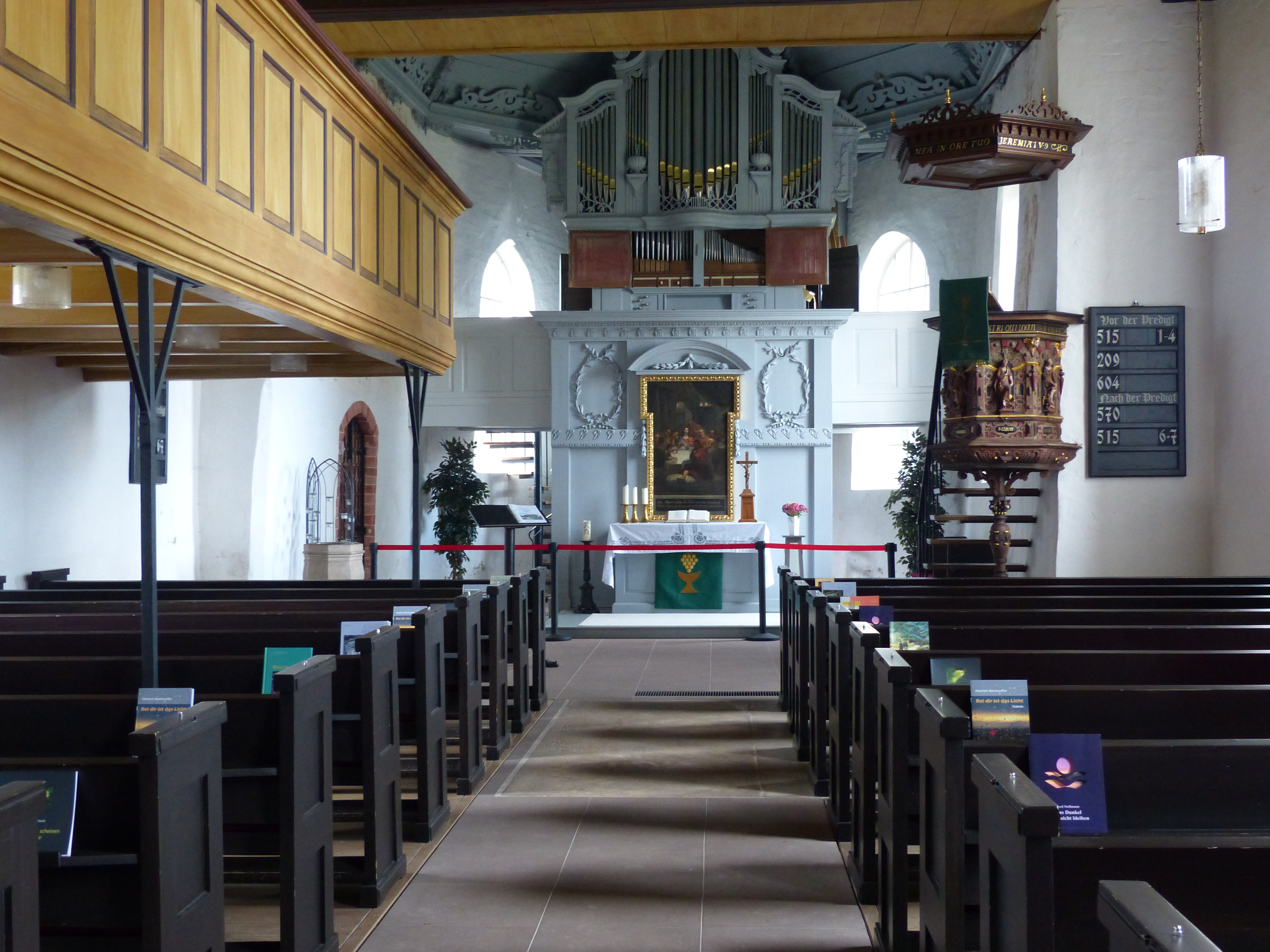
Interieur van deze kerk
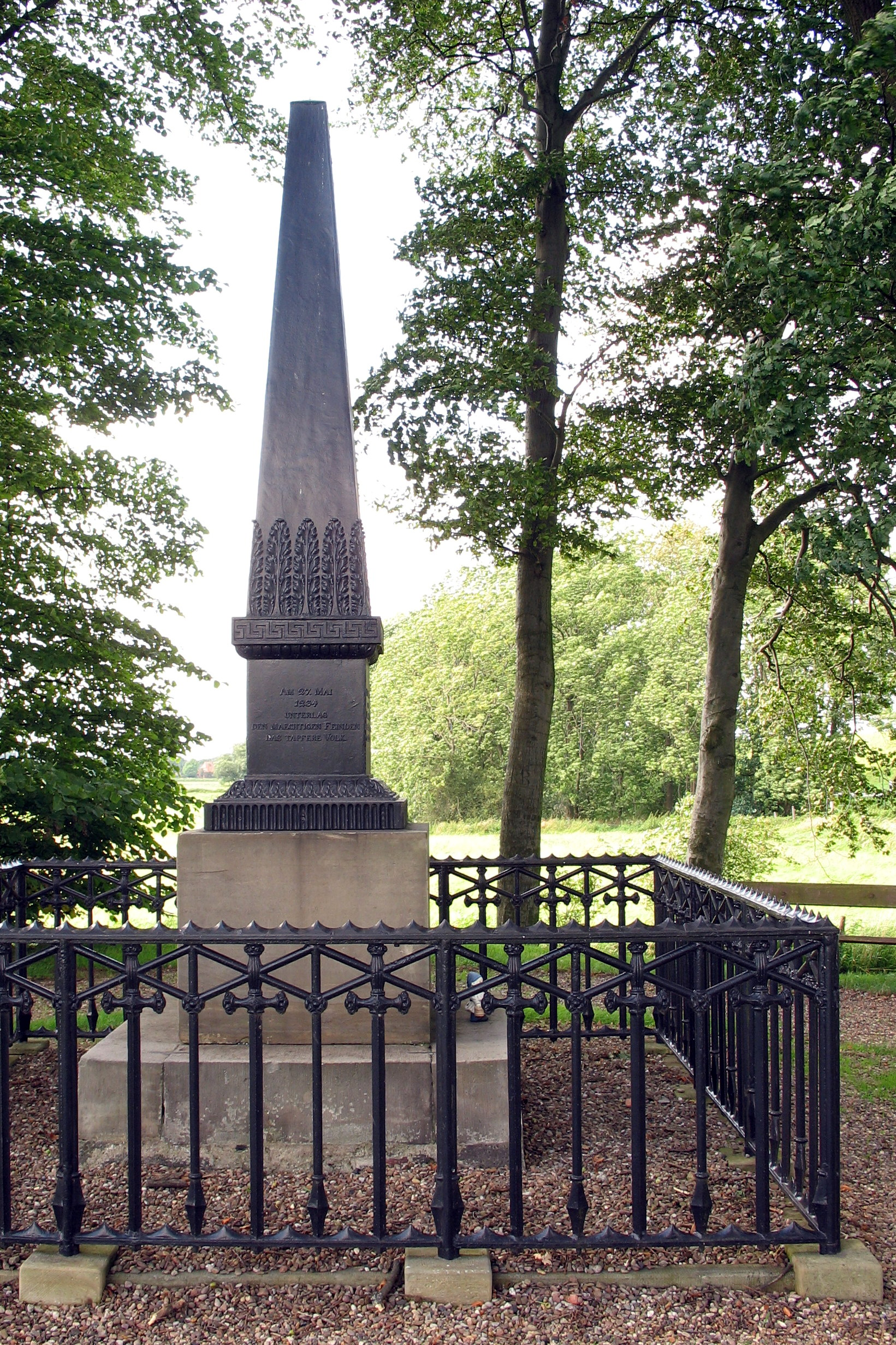
St. Vitusmonument (1834)
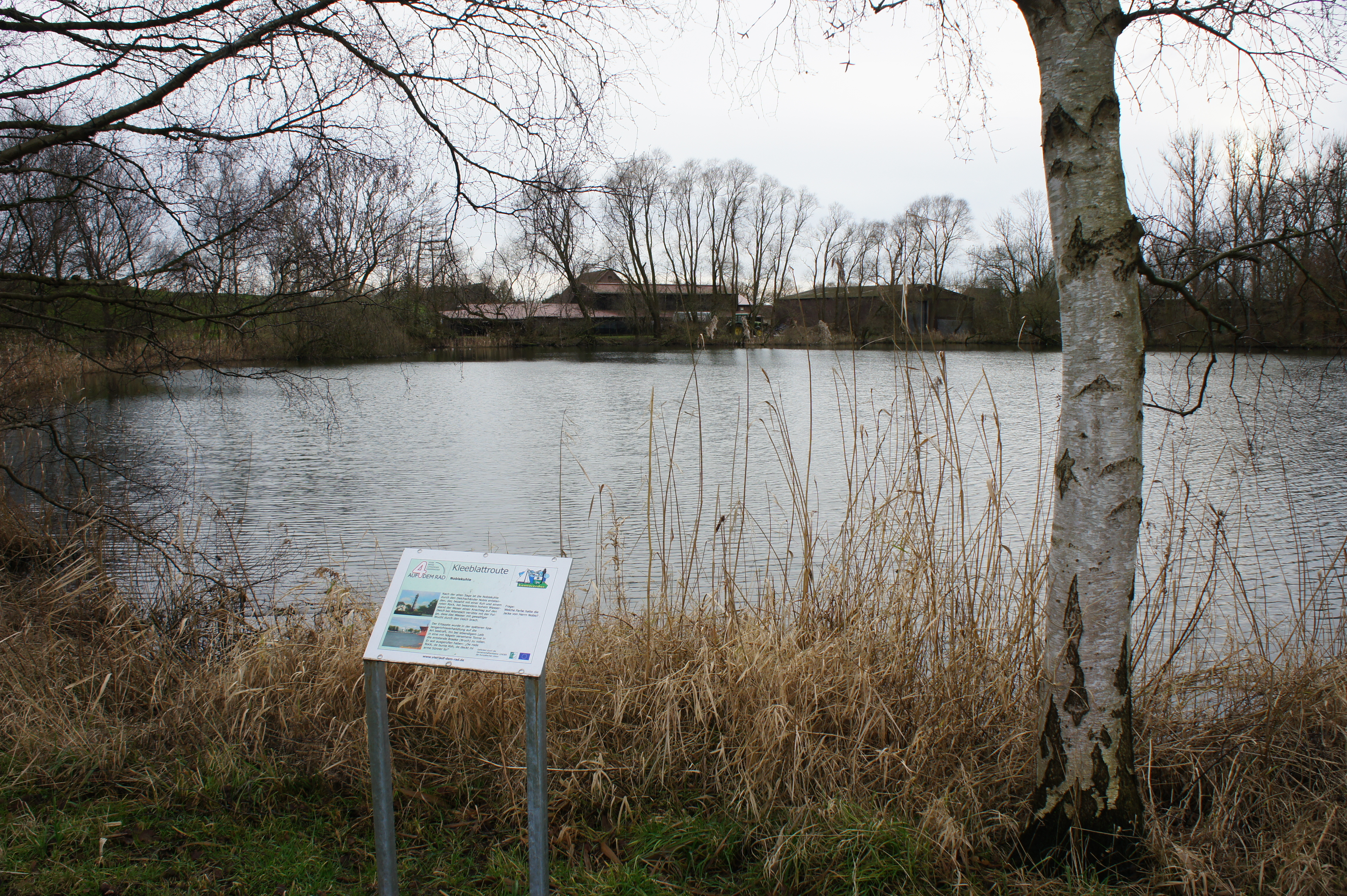
De kolk Nobiskuhle bij Altenesch
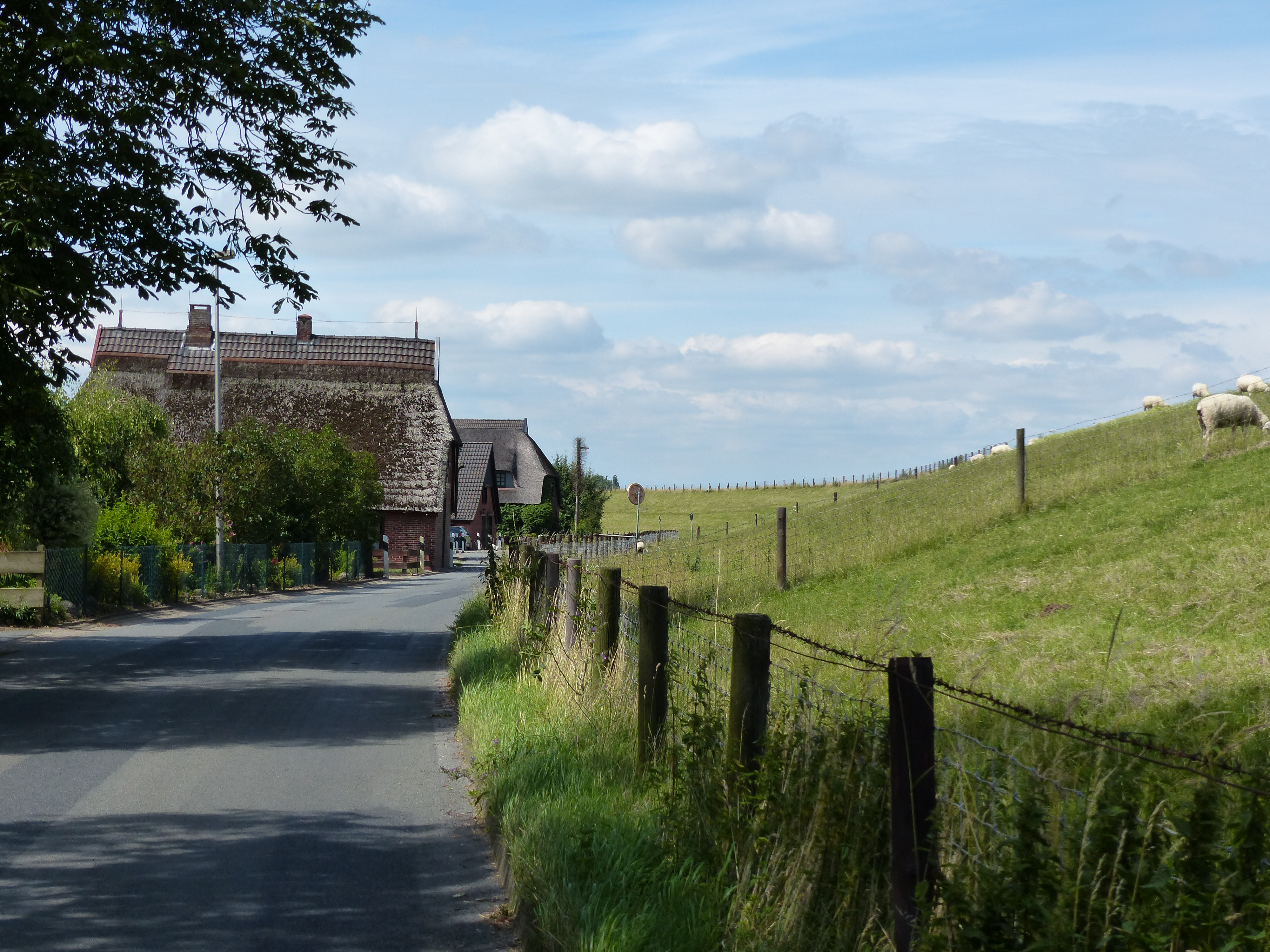
Ritzenbüttel aan de Wezerdijk
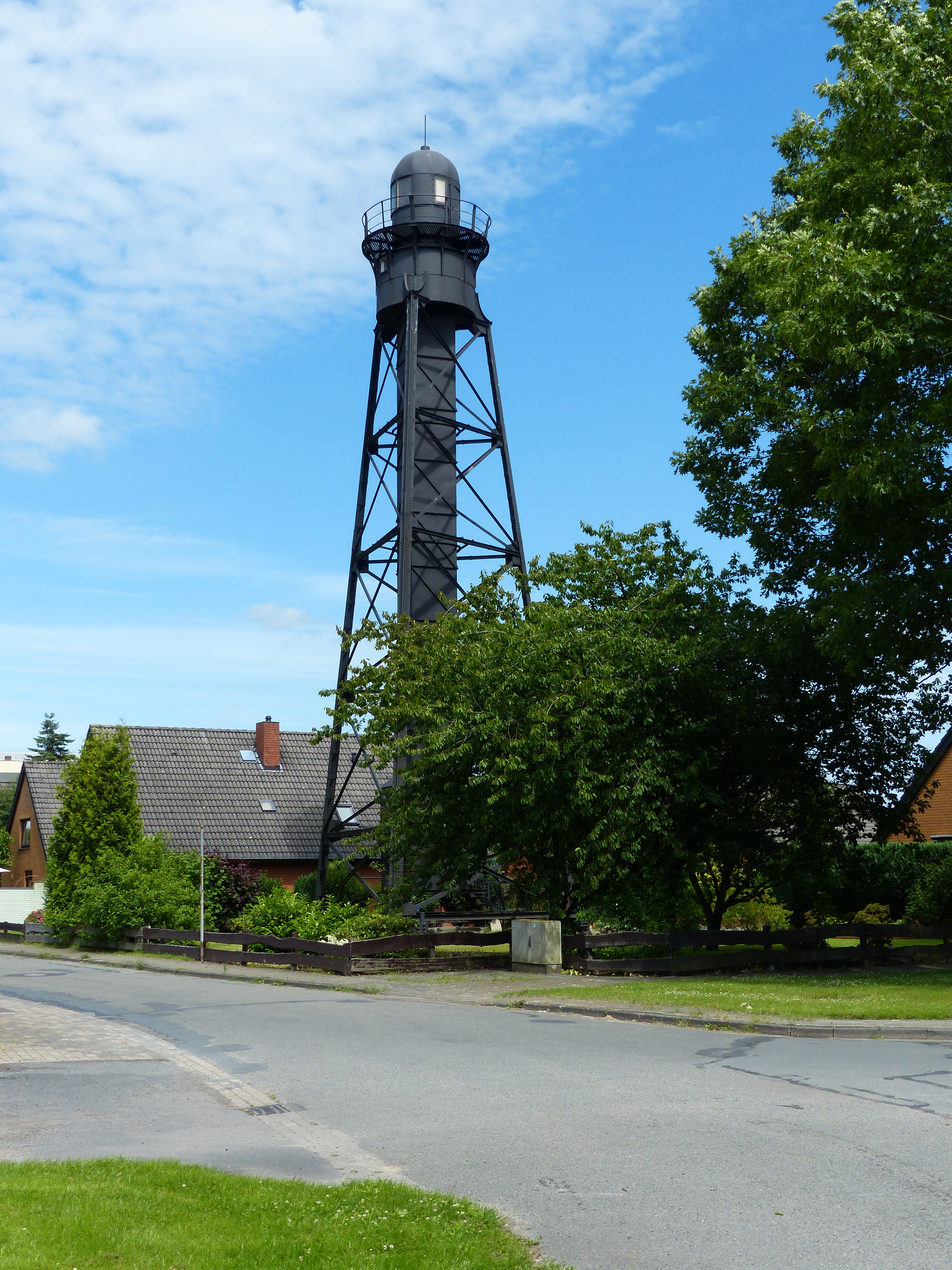
Schwarzer Leuchtturm (voormalige vuurtoren)
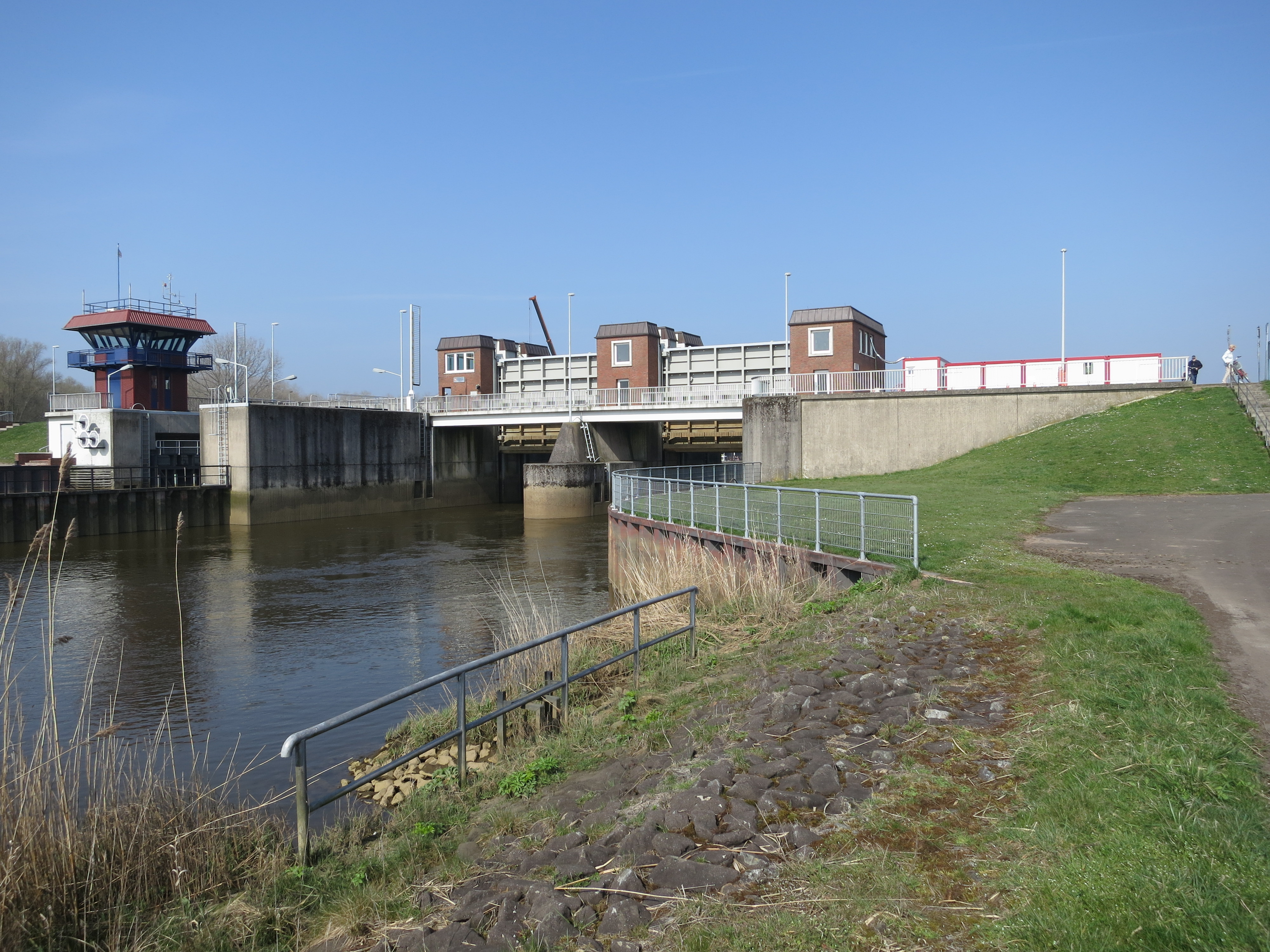
Stormvloedkering in de Ochtum

## Belangrijke personen in relatie tot de gemeente
- Friedrich Lürßen (* 1 maart 1851 in Lemwerder; † 30 november 1916 in Bremen), oprichter van het Lürssen-scheepsbouwconcern, tevens een gedurfd raceboot-coureur

## Partnergemeente
Sedert 1990 bestaat een jumelage met Gerwisch (deelstaat Saksen-Anhalt).
- Gemeinsame Normdatei: 4430229-0
- Library of Congress Control Number: n85189449
- Nationale Bibliotheek van Israël: 987007557628405171
- Virtual International Authority File: 131417134
- WorldCat: E39PBJpV7C4WRKKFMy9K9ryGHC

Berne · 
Brake · 
Butjadingen · 
Elsfleth · 
Jade · 
Lemwerder · 
Nordenham · 
Ovelgönne · 
Stadland